# Уффе Андерссьон Балслев
Уффе Андерссьон Балслев (Uffe Aandersson Balslev) — данський дипломат. Надзвичайний і Повноважний Посол Данії в Києві (Україна).

## Біографія
Закінчив Ессекський університет (Ессекс, Велика Британія). У 1989 закінчив Орхуський університет в (Орхусі, Данії), факультет політології.
Працював в Міністрерстві оборони Данії. Згодом на дипломатичній службі.
З 1987 по 1989 — співробітник МЗС Данії.
З 1989 по 1992 — співробітник Посольства Данії в Москві (СРСР).
З 1996 по 2000 — співробітник Посольства Данії в Брюсселі (Бельгія).
З 2004 по 2005 — працював у представництві Данії в ООН (Нью-Йорк).
З 2005 по 2009 — Надзвичайний і Повноважний Посол Данії в Києві (Україна).
З 2006 по 2009 — Надзвичайний і Повноважний Посол Данії в Грузії та Вірменії за сумісництвом.
З 2009 — Надзвичайний і Повноважний Посол Данії в Таллінні (Естонія).